# 足利三代木像梟首事件
足利三代木像梟首事件（あしかがさんだいもくぞうきょうしゅじけん）は、足利氏に仮託して徳川討幕の意を表現した尊攘運動のひとつ。等持院事件とも呼ばれる。

## 概要
文久3年2月22日（1863年4月9日）深夜、京都の等持院霊光殿に安置されていた室町幕府初代将軍・足利尊氏、2代・義詮、3代・義満の木像の首と位牌が持ち出された。首は賀茂川の三条河原に晒され、「正当な皇統たる南朝に対する逆賊」とする罪状が掲げられていた。
犯人は富商、農民、医師、浪士ら十数人で、伊藤嘉融・梅村真一郎（島原藩）、石川一（鳥取東館新田藩）、仙石佐多男（鳥取藩）、岡元太郎・野呂久左衛門（岡山藩）、中島錫胤（徳島藩）、北村義貞（姫路藩）、角田忠行（岩村田藩出身の神職）、三輪田元綱（伊予国出身の神職）、師岡正胤、青柳高鞆、長尾郁三郎、健部健一郎、近江国の豪商国学者西川吉輔）、高松平十郎（北辰一刀流虎韜館師範代）、宮和田勇太郎（剣客宮和田又左衛門の子）、小室利喜蔵ら、平田派国学の門人であり、会津藩士の大庭恭平や長沢真事も関与していた。

## 経緯
大原重徳・三条実美両勅使の下向や島津久光が主導する文久の改革を経て、時流は奉勅攘夷の方向に大きく傾き、将軍徳川家茂上洛の決定とともにそれに先だって将軍後見職となった徳川慶喜が文久2年12月、江戸を出立して京に赴いた。出羽国久保田藩主佐竹義堯も文久3年1月に上洛することとなり、それに先だち、久保田藩に江戸定府士として仕えながらも、気吹舎を主宰し、全国の平田派を束ねる立場であった平田銕胤（平田篤胤養子）も文久2年11月27日、江戸家老宇都宮典綱に随行するかたちでの上洛を命じられた。同行したのは銕胤の側近的立場にあった角田忠行、そして野城清太夫、小林与一郎であった。父に引き続き銕胤長男平田延胤、次男三木鉄弥も上京、加えて平田父子の上京と国事斡旋を好機として、門人の長老格であった武蔵国入間郡の権田直助をはじめとする平田国学の徒が陸続と京都に参集して奉勅攘夷の運動を下からさらに促そうとした。これにより、当時の京都はさながら平田門人総結集の様相を呈したのであった。この事件は、こうした矢先に起こった事件であったが、状況を考慮すれば、起こるべくして起こった事件といえる。
平田銕胤自身は藩命を帯びての上京であり、この事件にはまったく関与していなかったが、心情的には門弟たちの行為は是とされるべきと考えていたものと思われ、久保田藩への探索報告書である『風雲秘密探偵録』には、事件関係者を一斉捕縛・殺害した京都守護職松平容保を藩主とする会津藩に対する備前国岡山藩の厳重抗議文、また、草莽諸士による関係者赦免要求の諸建白を収載している。
江戸幕府の立場からすれば、従来の「天誅」が開国派や公武合体派であった個人を狙ってのものが大半であったのに対し、この事件では足利将軍の木像を梟首することで暗に「倒幕」の意味を持つものとして警戒された。また、事件は江戸で公募された浪士組の上洛直前にあたり、挑発的行為とも考えられた。京都守護職松平容保は、この事件に激怒、数多の反対論をおさえて犯人の全員捕縛を命じた。浪士の一斉蜂起も懸念されたが、4月に犯人らは逮捕され、8月には処刑された。事件後は浪士取締りが強化された。
しかし、犯人全員が捕縛されたわけではなく、小室利喜蔵と中島永吉は逃避行の末に徳島藩に収監された。角田忠行は伊那谷に潜伏した。師岡正胤や大庭恭平は捕縛されたものの、薩摩藩・長州藩の両藩主や公卿の計らいで信濃国上田藩にて幽閉の身となった。青柳高鞆と健部健一郎は伊勢国久居藩、長沢真事は遠江国横須賀藩、宮和田勇太郎は伊勢国菰野藩、三輪田元綱は但馬国豊岡藩、野呂久左衛門は越前国勝山藩に預けられた。西川吉輔は親類預けとなるが、京都の情勢をさかんに江戸の平田銕胤に報告した。
上述『風雲秘密探偵録』には、江戸に戻った平田銕胤に対し京都から発信された書翰も収載されており、そこには「報国赤心の有志、一人たりとも外夷切迫の折柄、非命に相果候」ことを悼み、大赦が出たにもかかわらず「例の如く」幕吏がこれをかかえこんで知らせないため、下には達せず、混乱が収まらないことへの憂慮が記されている。
生き残った人びとのうち、小室、中島、師岡、角田らは明治維新後、新政府に出仕した。

## 伊那・中津川の平田派と等持院事件
女性尊攘派志士として知られる信濃国伊那郡の松尾多勢子は中山道中津川宿から京都まで、師岡正胤・三輪田元綱・宮和田勇太郎らの一行と行動をともにしていた。多勢子自身はからくも捕縛の難をのがれ、井上馨の協力のもと長州藩京屋敷にかくまわれた。
文久3年（1863年）2月23日、美濃国中津川宿本陣主人の市岡殷政（松尾多勢子は殷政の従妹にあたる）夫妻は平田銕胤・延胤上京の知らせを聞き、中津川宿問屋役だった間半兵衛秀矩とその娘、間亀吉（間家の本家跡取り、半兵衛家は分家）、松尾多勢子の長男松尾誠と次男の竹村多右衛門、松尾家出入りの久保田禎三とともに中津川を出立して京都へ向かった。このとき、松尾多勢子はすでに京都に到達しており、師岡らと行動にともにしていた。そのさなか、この事件が起こり、松尾の母と子は長州藩京屋敷でたがいの無事を確かめることとなったのである。こののち、多勢子は大坂、大和、伊勢から名古屋を経由して帰郷し、「女丈夫」と称されて討幕派のなかで重きをなすようになり、幕府に追われる身であった角田忠行、相楽総三、長谷川鉄之進らをかくまった。
平田銕胤父子一行は、中山道を経て江戸へ帰る銕胤・延胤らは途中、中津川宿で市岡殷政や間秀矩らの門人たちから熱烈な歓待を受けたが、そのなかには隣宿馬籠宿の名主島崎正樹（島崎藤村の父）も加わっていた。

## 事件の影響
京都守護職松平容保は、それまで倒幕派の者とも話し合っていく「言路洞開」と呼ばれる宥和政策を取っていたが、一転して壬生浪士（後の新選組）などを使う事となる。